# Israelstjärnen
Israelstjärnen är en sjö i Åsele kommun i Lappland och ingår i Gideälvens huvudavrinningsområde.